# Active Server Pages
L'ASP (en anglès, Active Server Pages) és una tecnologia propietat de Microsoft que permet crear planes web amb contingut dinàmic des del servidor, desenvolupada amb el propòsit de substituir la tecnologia CGI ja obsoleta. Encara que la major part d'aquest tipus de planes s'ha programat amb Visual Basic Script, també es poden utilitzar altres llenguatges de programació, com el JScript.
La tecnologia ASP és molt semblant, quant a nivell tecnològic, al llenguatge PHP; però aquest últim té l'avantatge que és programari lliure. A principis de la dècada del 2000, Microsoft va presentar l'evolució de la tecnologia ASP: l'ASP.NET, un llenguatge de programació totalment orientat a objectes.

## Exemples de codi
Alguns exemples de codi són els següents:
```
<%
' Totes les línies que comencen amb un apòstrof són comentaris que s'ignoren

Response.Write("Viquipèdia") ' Aquest codi escriu "Viquipèdia" en el navegador.

%>

```

```
<% 
' Exemple d'una clàusula condicional
Dim X ' Amb Dim estem dimensionant la variable X abans d'usar-la

X = 1 ' Assignem un valor a la variable X

If X = 1 Then
%>

'''X té un valor d'1'''

<% Else %>

'''X no té un valor d'1'''

<% End If %>

```

```
<form action="pagename.asp" method="get">
 <input type="text" name="Nom"/><br/>
 <input type="Submit"/>
</form>
<%
' Dimensionem una variable i li assignem el valor del camp "Nom" del formulari
Dim strNom
strNom = request.querystring("Nom")

If strNom <> "" Then ' Si la variable "strNom" conté qualsevol text, llavors:

 ' S'escriu un text que depèn del valor entrat al formulari

 Response.write "Benvingut a la Viquipèdia" & strNom

End If
%>

```

## Versions
Ha passat per quatre versions majors:
- ASP 1.0 (distribuït con IIS 3.0)
- ASP 2.0 (distribuït amb IIS 4.0)
- ASP 3.0 (distribuït amb IIS 5.0)
- ASP.NET (part de la plataforma .NET de Microsoft).

Les versions pre-.Net es denominen actualment (des de 2002) com a ASP "clàssic".
En l'últim ASP clàssic, ASP 3.0, hi ha set objectes integrats disponibles per al programador: Application, ASPerror, Request, Response, Server, Session i ObjectContext. Cada objecte té un grup de funcionalitats sovint utilitzades i útils per crear pàgines web dinàmiques.
Des de 2002, l'ASP "clàssic" està sent substituït per ASP.NET, que entre altres coses, substitueix els llenguatges interpretats com ara VBScript o VBScript o JScript per llenguatges compilats a codi intermedi (anomenat MSIL o Microsoft Intermediate Language) com ara Visual Basic .NET, C#, o qualsevol altre llenguatge que suporti la plataforma .NET. El codi MSIL es compila amb posterioritat a codi natiu.